# Thug Love (bài hát)
"Thug Love" (Tạm dịch: "Tình yêu Lừa bịp") là đĩa đơn thứ ba ba được phát hành bởi nghệ sĩ rap 50 Cent. Ca khúc này còn có sự xuất hiện của nhóm nữ R&B Destiny's Child. Một video ca nhạc đã được lên lịch vào ngày 26 tháng 5 năm 2000, nhưng anh đã bị bắn chỉ trong hai ngày trước khi quay video này.

## Danh sách ca khúc
| # | Tựa                      |
| - | ------------------------ |
| 1 | Thug Love (Bản gốc)      |
| 2 | Thug Love (Bản sạch)     |
| 3 | Thug Love (Nhạc nền)     |
| 4 | Thug Love (Bản Acapella) |